# Saison 2014-2015 de la LHOu
Saison précédente Saison suivante
La saison 2014-2015 est la 49e saison de hockey sur glace de la Ligue de hockey de l'Ouest.

## Saison régulière

### Classement

#### Conférence de l'Est
| Clt   | Équipe                   | division | PJ | V  | D  | DP | DF | BP  | BC  | Pts |
| ----- | ------------------------ | -------- | -- | -- | -- | -- | -- | --- | --- | --- |
| +001, | Wheat Kings de Brandon   | Est      | 72 | 53 | 11 | 4  | 4  | 340 | 219 | 114 |
| +002, | Pats de Regina           | Est      | 72 | 37 | 24 | 5  | 6  | 263 | 238 | 85  |
| +003, | Broncos de Swift Current | Est      | 72 | 34 | 33 | 1  | 4  | 221 | 245 | 73  |
| +004, | Warriors de Moose Jaw    | Est      | 72 | 32 | 35 | 4  | 1  | 221 | 266 | 69  |
| +005, | Raiders de Prince Albert | Est      | 72 | 31 | 37 | 2  | 2  | 215 | 257 | 66  |
| +006, | Blades de Saskatoon      | Est      | 72 | 19 | 49 | 2  | 2  | 195 | 308 | 42  |

- Champion de la ligue
- Qualifié pour les séries éliminatoires

| Clt   | Équipe                   | division | PJ | V  | D  | DP | DF | BP  | BC  | Pts |
| ----- | ------------------------ | -------- | -- | -- | -- | -- | -- | --- | --- | --- |
| +001, | Hitmen de Calgary        | Centrale | 72 | 45 | 22 | 1  | 4  | 289 | 203 | 95  |
| +002, | Tigers de Medicine Hat   | Centrale | 72 | 45 | 23 | 2  | 2  | 268 | 213 | 94  |
| +003, | Rebels de Red Deer       | Centrale | 72 | 38 | 23 | 5  | 6  | 240 | 227 | 87  |
| +004, | Ice de Kootenay          | Centrale | 72 | 37 | 31 | 1  | 3  | 245 | 248 | 78  |
| +005, | Oil Kings d'Edmonton     | Centrale | 72 | 34 | 31 | 4  | 5  | 217 | 204 | 75  |
| +006, | Hurricanes de Lethbridge | Centrale | 72 | 20 | 44 | 5  | 3  | 202 | 304 | 48  |

- Meneur de sa division
- Qualifié pour les séries éliminatoires

#### Conférence de l'Ouest
| Clt   | Équipe                   | division | PJ | V  | D  | DP | DF | BP  | BC  | Pts |
| ----- | ------------------------ | -------- | -- | -- | -- | -- | -- | --- | --- | --- |
| +001, | Rockets de Kelowna       | B.C.     | 72 | 53 | 13 | 5  | 1  | 305 | 183 | 112 |
| +002, | Royals de Victoria       | B.C.     | 72 | 39 | 29 | 3  | 1  | 244 | 219 | 82  |
| +003, | Cougars de Prince George | B.C.     | 72 | 31 | 36 | 2  | 3  | 222 | 295 | 67  |
| +004, | Blazers de Kamloops      | B.C.     | 72 | 28 | 37 | 4  | 3  | 214 | 258 | 63  |
| +005, | Giants de Vancouver      | B.C.     | 72 | 27 | 41 | 2  | 2  | 189 | 251 | 58  |

- Champion de Conférence
- Qualifié pour les séries éliminatoires

| Clt   | Équipe                  | division | PJ | V  | D  | DP | DF | BP  | BC  | Pts |
| ----- | ----------------------- | -------- | -- | -- | -- | -- | -- | --- | --- | --- |
| +001, | Silvertips d'Everett    | U.S.     | 72 | 43 | 20 | 3  | 6  | 244 | 199 | 95  |
| +002, | Winterhawks de Portland | U.S.     | 72 | 43 | 23 | 2  | 4  | 287 | 237 | 92  |
| +003, | Thunderbirds de Seattle | U.S.     | 72 | 38 | 25 | 4  | 5  | 218 | 201 | 85  |
| +004, | Chiefs de Spokane       | U.S.     | 72 | 34 | 34 | 3  | 1  | 219 | 229 | 72  |
| +005, | Americans de Tri-City   | U.S.     | 72 | 31 | 38 | 0  | 3  | 190 | 242 | 65  |

- Meneur de sa division
- Qualifié pour les séries éliminatoires

### Meilleurs pointeurs
| Joueur             | Équipe                  | PJ | B  | A  | Pts | Pun |
| ------------------ | ----------------------- | -- | -- | -- | --- | --- |
| Oliver Bjorkstrand | Winterhawks de Portland | 59 | 63 | 55 | 118 | 35  |
| Trevor Cox         | Tigers de Medicine Hat  | 69 | 29 | 80 | 109 | 57  |
| Tim McGauley       | Wheat Kings de Brandon  | 72 | 42 | 63 | 105 | 24  |
| Cole Sanford       | Tigers de Medicine Hat  | 72 | 50 | 45 | 95  | 71  |
| Cole Ully          | Blazers de Kamloops     | 69 | 34 | 60 | 94  | 32  |
| Nick Merkley       | Rockets de Kelowna      | 72 | 20 | 70 | 90  | 79  |
| Nicolas Petan      | Winterhawks de Portland | 54 | 15 | 74 | 89  | 41  |
| Adam Helewka       | Chiefs de Spokane       | 69 | 44 | 43 | 87  | 59  |
| Brayden Point      | Warriors de Moose Jaw   | 60 | 38 | 49 | 87  | 46  |
| Adam Tambellini    | Hitmen de Calgary       | 71 | 47 | 39 | 86  | 30  |

### Meilleurs gardiens
| Joueur          | Équipe                  | PJ | Min   | V  | D  | DP | DF | Bl | Moy  | %Arr |
| --------------- | ----------------------- | -- | ----- | -- | -- | -- | -- | -- | ---- | ---- |
| Carter Hart     | Silvertips d'Everett    | 30 | 1 648 | 18 | 5  | 2  | 3  | 4  | 2,29 | 91.5 |
| Taran Kozun     | Thunderbirds de Seattle | 60 | 3 486 | 33 | 19 | 4  | 4  | 4  | 2,41 | 91.5 |
| Jackson Whistle | Rockets de Kelowna      | 50 | 2 962 | 34 | 10 | 5  | 0  | 4  | 2,55 | 90.9 |
| Mack Shields    | Hitmen de Calgary       | 49 | 2 630 | 27 | 16 | 0  | 2  | 2  | 2,67 | 90.0 |
| Austin Lotz     | Silvertips d'Everett    | 48 | 2 721 | 25 | 15 | 1  | 3  | 4  | 2,73 | 90.1 |

## Séries éliminatoires de la Coupe Ed Chynoweth
Le vainqueur des séries remportent la Coupe Ed Chynoweth.
Seize équipes participent aux séries éliminatoires:
|  | Huitièmes de finale | Huitièmes de finale | Huitièmes de finale |   |              | Quarts de finale | Quarts de finale | Quarts de finale |  |   | Demi-finales | Demi-finales | Demi-finales |  |   | Finale  | Finale | Finale |
|  |                     |                     |                     |   |              |                  |                  |                  |  |   |              |              |              |  |   |         |        |        |
|  | 1                   | Kelowna             | 4                   |   |              |                  |                  |                  |  |   |              |              |              |  |   |         |        |        |
|  | 16                  | Tri-City            | 0                   |   |              |                  |                  |                  |  |   |              |              |              |  |   |         |        |        |
|  | 16                  | Tri-City            | 0                   |   | 1            | Kelowna          | 4                |                  |  |   |              |              |              |  |   |         |        |        |
|  |                     |                     |                     |   | 1            | Kelowna          | 4                |                  |  |   |              |              |              |  |   |         |        |        |
|  |                     | 2                   | Victoria            | 1 |              |                  |                  |                  |  |   |              |              |              |  |   |         |        |        |
|  | 2                   | 2                   | Victoria            | 1 | Victoria     | 4                |                  |                  |  |   |              |              |              |  |   |         |        |        |
|  | 2                   |                     |                     |   | Victoria     | 4                |                  |                  |  |   |              |              |              |  |   |         |        |        |
|  | 15                  | Prince George       | 1                   |   |              |                  |                  |                  |  |   |              |              |              |  |   |         |        |        |
|  | 15                  | Prince George       | 1                   |   |              |                  |                  |                  |  | 1 | Kelowna      | 4            |              |  |   |         |        |        |
|  |                     |                     |                     |   |              |                  |                  |                  |  | 1 | Kelowna      | 4            |              |  |   |         |        |        |
|  |                     | 4                   | Portland            | 2 |              |                  |                  |                  |  |   |              |              |              |  |   |         |        |        |
|  | 3                   | 4                   | Portland            | 2 | Everett      | 4                |                  |                  |  |   |              |              |              |  |   |         |        |        |
|  | 3                   |                     |                     |   | Everett      | 4                |                  |                  |  |   |              |              |              |  |   |         |        |        |
|  | 14                  | Spokane             | 2                   |   |              |                  |                  |                  |  |   |              |              |              |  |   |         |        |        |
|  | 14                  | Spokane             | 2                   |   | 3            | Everett          | 1                |                  |  |   |              |              |              |  |   |         |        |        |
|  |                     |                     |                     |   | 3            | Everett          | 1                |                  |  |   |              |              |              |  |   |         |        |        |
|  |                     | 4                   | Portland            | 4 |              |                  |                  |                  |  |   |              |              |              |  |   |         |        |        |
|  | 4                   | 4                   | Portland            | 4 | Portland     | 4                |                  |                  |  |   |              |              |              |  |   |         |        |        |
|  | 4                   |                     |                     |   | Portland     | 4                |                  |                  |  |   |              |              |              |  |   |         |        |        |
|  | 13                  | Seattle             | 2                   |   |              |                  |                  |                  |  |   |              |              |              |  |   |         |        |        |
|  | 13                  | Seattle             | 2                   |   |              |                  |                  |                  |  |   |              |              |              |  | 1 | Kelowna | 4      |        |
|  |                     |                     |                     |   |              |                  |                  |                  |  |   |              |              |              |  | 1 | Kelowna | 4      |        |
|  |                     | 5                   | Brandon             | 0 |              |                  |                  |                  |  |   |              |              |              |  |   |         |        |        |
|  | 5                   | 5                   | Brandon             | 0 | Brandon      | 4                |                  |                  |  |   |              |              |              |  |   |         |        |        |
|  | 5                   |                     |                     |   | Brandon      | 4                |                  |                  |  |   |              |              |              |  |   |         |        |        |
|  | 12                  | Edmonton            | 1                   |   |              |                  |                  |                  |  |   |              |              |              |  |   |         |        |        |
|  | 12                  | Edmonton            | 1                   |   | 5            | Brandon          | 4                |                  |  |   |              |              |              |  |   |         |        |        |
|  |                     |                     |                     |   | 5            | Brandon          | 4                |                  |  |   |              |              |              |  |   |         |        |        |
|  |                     | 6                   | Regina              | 1 |              |                  |                  |                  |  |   |              |              |              |  |   |         |        |        |
|  | 6                   | 6                   | Regina              | 1 | Regina       | 4                |                  |                  |  |   |              |              |              |  |   |         |        |        |
|  | 6                   |                     |                     |   | Regina       | 4                |                  |                  |  |   |              |              |              |  |   |         |        |        |
|  | 11                  | Swift Current       | 0                   |   |              |                  |                  |                  |  |   |              |              |              |  |   |         |        |        |
|  | 11                  | Swift Current       | 0                   |   |              |                  |                  |                  |  | 5 | Brandon      | 4            |              |  |   |         |        |        |
|  |                     |                     |                     |   |              |                  |                  |                  |  | 5 | Brandon      | 4            |              |  |   |         |        |        |
|  |                     | 7                   | Calgary             | 1 |              |                  |                  |                  |  |   |              |              |              |  |   |         |        |        |
|  | 7                   | 7                   | Calgary             | 1 | Calgary      | 4                |                  |                  |  |   |              |              |              |  |   |         |        |        |
|  | 7                   |                     |                     |   | Calgary      | 4                |                  |                  |  |   |              |              |              |  |   |         |        |        |
|  | 10                  | Kootenay            | 3                   |   |              |                  |                  |                  |  |   |              |              |              |  |   |         |        |        |
|  | 10                  | Kootenay            | 3                   |   | 7            | Calgary          | 4                |                  |  |   |              |              |              |  |   |         |        |        |
|  |                     |                     |                     |   | 7            | Calgary          | 4                |                  |  |   |              |              |              |  |   |         |        |        |
|  |                     | 8                   | Medicine Hat        | 1 |              |                  |                  |                  |  |   |              |              |              |  |   |         |        |        |
|  | 8                   | 8                   | Medicine Hat        | 1 | Medicine Hat | 4                |                  |                  |  |   |              |              |              |  |   |         |        |        |
|  | 8                   |                     |                     |   | Medicine Hat | 4                |                  |                  |  |   |              |              |              |  |   |         |        |        |
|  | 9                   | Red Deer            | 1                   |   |              |                  |                  |                  |  |   |              |              |              |  |   |         |        |        |

## Honneurs et trophées
- Trophée Scotty-Munro, remis au champion de la saison régulière  : Wheat Kings de Brandon
- Trophée commémoratif des quatre Broncos, remis au meilleur joueur : Oliver Bjorkstrand (Winterhawks de Portland)
- Trophée Daryl K. (Doc) Seaman, remis au meilleur joueur étudiant : Nick McBride (Raiders de Prince Albert)
- Trophée Bob-Clarke, remis au meilleur pointeur : Oliver Bjorkstrand (Winterhawks de Portland)
- Trophée Brad-Hornung, remis au joueur ayant le meilleur esprit sportif : Rourke Chartier (Rockets de Kelowna)
- Trophée commémoratif Bill-Hunter, remis au meilleur défenseur : Shea Theodore (Thunderbirds de Seattle)
- Trophée Jim-Piggott, remis à la meilleure recrue : Nolan Patrick (Wheat Kings de Brandon)
- Trophée Del-Wilson, remis au meilleur gardien : Taran Kozun (Thunderbirds de Seattle)
- Trophée Dunc-McCallum, remis au meilleur entraîneur : John Paddock (Pats de Regina)
- Trophée Lloyd-Saunders, remis au membre exécutif de l'année : Kelly McCrimmon (Wheat Kings de Brandon)
- Trophée Allen-Paradice, remis au meilleur arbitre : Reagan Vetter
- Trophée St. Clair Group, remis au meilleur membre des relations publique : Rockets de Kelowna
- Trophée Doug-Wickenheiser, remis au joueur ayant démontré la meilleure implication auprès de sa communauté : Taylor Vickerman (Americans de Tri-City)
- Trophée plus-moins de la WHL, remis au joueur ayant le meilleur ratio +/- : Oliver Bjorkstrand (Winterhawks de Portland)
- Trophée airBC, remis au meilleur joueur en série éliminatoire : Leon Draisaitl (Rockets de Kelowna)
- Alumni Achievement Awards :

### Équipes d'étoiles
| Première équipe | Première équipe        | Position | Deuxième équipe | Deuxième équipe        |
| Joueur          | Équipe                 | Position | Joueur          | Équipe                 |
| --------------- | ---------------------- | -------- | --------------- | ---------------------- |
| Tristan Jarry   | Oil Kings d'Edmonton   | G        | Jordan Papirny  | Wheat Kings de Brandon |
| Ivan Provorov   | Wheat Kings de Brandon | D        | Rinat Valiev    | Ice de Kootenay        |
| Travis Sanheim  | Hitmen de Calgary      | D        | Colby Williams  | Pats de Regina         |
| Trevor Cox      | Tigers de Medicine Hat | A        | Cole Sanford    | Tigers de Medicine Hat |
| Tim McGauley    | Wheat Kings de Brandon | A        | Sam Reinhart    | Ice de Kootenay        |
| Brayden Point   | Warriors de Moose Jaw  | A        | Adam Tambellini | Hitmen de Calgary      |

| Première équipe    | Première équipe         | Position | Deuxième équipe | Deuxième équipe         |
| Joueur             | Équipe                  | Position | Joueur          | Équipe                  |
| ------------------ | ----------------------- | -------- | --------------- | ----------------------- |
| Taran Kozun        | Thunderbirds de Seattle | G        | Eric Comrie     | Americans de Tri-City   |
| Shea Theodore      | Thunderbirds de Seattle | D        | Joe Hicketts    | Royals de Victoria      |
| Madison Bowey      | Rockets de Kelowna      | D        | Josh Morrissey  | Rockets de Kelowna      |
| Oliver Bjorkstrand | Winterhawks de Portland | A        | Nicolas Petan   | Winterhawks de Portland |
| Cole Ully          | Blazers de Kamloops     | A        | Nick Merkley    | Rockets de Kelowna      |
| Rourke Chartier    | Rockets de Kelowna      | A        | Adam Helewka    | Chiefs de Spokane       |